# Rock Dream
Rock Dream är en EP av den svenska Lo-fi-gruppen Buck. Skivan utgavs i CD-format på skivbolaget Startracks 2002.

## Låtlista
1. "Dream One: Free Your Head -- Together in Scenes, in Red Light All the Time"
2. "Bad Plastic Airport"
3. "Rock Dream"
4. "Dead Time Rest"

### Fotnoter
1. ↑  ”Rock Dream”. Svensk mediedatabas. http://smdb.kb.se/catalog/search?q=buck+rock+dream&x=0&y=0. Läst 16 december 2012.